# フランス航空宇宙軍
フランス航空宇宙軍（フランス語: Armée de l'Air et de l'Espace Française [aʀme də lɛʀ]）はフランスの空軍である。1909年に同国陸軍の一部として創設され、1934年には独立し空軍となったが、2020年9月に航空宇宙軍に発展した。

## 歴史

### 航空隊誕生
普仏戦争後、フランスは再度ドイツと交戦準備をしている中で、1909年12月よりフランス陸軍省は軍人に航空訓練を受けさせ始めた。1910年3月に航空軍事訓練所（Établissement Militaire d'Aviation）が設立され、航空機の軍事使用の実験が行われた。同年10月22日に世界初の軍事航空隊（Aéronautique Militaire）が組織された。

### 第一次世界大戦期
第一次世界大戦では、フランスがドイツに対して宣戦布告し、ドイツとの空中戦がたびたび行われた。世界初の空軍パイロットと言われるローラン・ギャロス（Roland Garros）が1915年に飛行機の前面に向けて設置したマシンガンで機銃掃射を行う手法を導入した。
戦間期の1934年7月2日にフランス陸軍の元から「空軍（Armée de l'Air）」組織が独立した。

### 第二次世界大戦期

#### フランス本国
第二次世界大戦では当初よりフランス政府内での意見が対立し、強固な国防軍を組織することが出来ず、ドイツに対して敗戦を喫した(ナチス・ドイツのフランス侵攻)。
ドイツの承認する占領下のヴィシー政権は空軍組織の解散を指示したが、駐アフリカ空軍は戦闘を継続、レジスタンス運動の様相となった。その後ヴィシー政権はフランス空軍を引き継ぎ、ヴィシー空軍（Armée de l'air de Vichy）を設立。この空軍は北アフリカや中東において連合国軍と交戦した後、1942年12月にドイツにより解体された。
一方、シャルル・ド・ゴールの提唱する自由フランス軍（Forces Françaises Libres、FFL）としてロレーヌ十字をシンボルにしたレジスタンス運動は、1942年11月に英米軍の援助の元、北アフリカにて自由フランス空軍（Forces aériennes françaises libres (FAFL)）を組織し、終戦まで活動した。

#### 仏領インドシナ
仏領インドシナでのフランス空軍も、1940年6月に大東亜共栄圏を提唱した大日本帝国がトンキン湾まで艦艇を進めて対峙して以降戦闘に入った。1940年9月に日本軍がハイフォンに上陸し、シャム空軍（日本人パイロットによる攻撃機）として攻撃を開始、フランス側も健闘したが敗北し、現在のラオス及びカンボジアにあたる地域をシャムに明け渡した。枢軸国側で第二次世界大戦に参戦したタイ王国との戦闘以外アジアでの目立った活動は無かったが、以後ベトナムでの日本軍との協調した状態で二重駐屯が続いた。
その後1945年3月の日本軍撤退までこの地域のフランス空軍は燃料不足や制空権の喪失により航空機を放置した。
第一次インドシナ戦争最中の1954年のディエンビエンフーの戦いでの敗北の後、フランス空軍はすべてのフランス権益とともにインドシナから撤退した。

### 第二次大戦後
北アフリカに残していたフランス領アルジェリア、モロッコ、チュニジアでも、1950年代に混乱に入った。フランス空軍はヘリコプター部隊を初めて使用。その後混戦が続き戦費支出がかさんだため、ド・ゴール首相（当時）は民族自決を支持し、アルジェリア戦争は終了した。このほか、第二次中東戦争でも軍事介入したが国際世論の非難により撤退を余儀なくされた。
また、1960年代からはフランス独自の核戦力運用のために核兵器運搬手段の一翼を担い、核攻撃能力を持つミラージュIVやミラージュ2000Nの運用が行われてきた。
現在に至るまで、フランスの植民地時代以来の権益や安全保障に関わりが深いアフリカ・中近東への軍事介入に度々投入されている。チャドにおいては、チャド政府軍を支援するため大規模な飛行隊が派遣され、侵攻してきたリビア軍に対しての対地攻撃・近接航空支援任務に従事した。
1991年の湾岸戦争では、多国籍軍の一部としてサウジアラビアに展開し、イラク攻撃に参加した。2011年にはリビア内戦に参戦し、米英とともにカダフィ政権側を空爆した。2015年にはパリ同時多発テロへの報復として、シリア内戦に乗じて勢力を広げるISILを攻撃した。
2020年9月、航空宇宙軍に発展改組(正式名称は Armée de l'Air et de l'Espace)。
2021年8月30日、フランス・ドイツ間で航空輸送協力に関する2国間協定が締結され、9月1日付でノルマンディーにあるエヴルー＝フォヴィル空軍基地にて、C-130J輸送機を装備した共同輸送飛行隊が設立された。

## 組織
フランス航空宇宙軍は国防規則に基づき、航空宇宙軍参謀本部、実施部隊、空軍基地、人事局および役務の5つに区分される。2007年時点で現役63,600人、文民職員5,700人、予備役4,300人。
- 空軍参謀本部（EMAA、在パリ）
  - 航空作戦・防空作戦司令部（CDAOA、運用指揮命令系統、在パリ）
  - 戦略空軍司令部（CFAS、運用指揮命令系統、在ヴァル＝ドワーズ県タヴェルニー）
  - 航空戦力集団（CFA、管理指揮命令系統、在モゼル県メス）
    - 戦闘機空軍旅団（BAAC）
    - 支援・投射旅団（BAAP）
    - 航空宇宙管制空軍旅団（BACE）
    - 警備・介入部隊空軍旅団（BAFSI）

  - 航空戦力支援集団（CSFA、管理指揮命令系統、在ジロンド県ボルドー）
    - 技術・兵站旅団（BTL）
    - 基盤施設旅団（BI）
    - 通信情報システム旅団（BSIC）
    - 要員支援旅団（BSH）
- 人事局（DRHAA）
- 国防省航空資材実働整備統合体系（SIMMAD）
- 航空産業事業（SIAé）

### 学校
- 航空学校（在サロン＝ド＝プロヴァンス）
- 空軍委員学校（在サロン＝ド＝プロヴァンス）
- 航空宇宙軍士官学校（在サロン＝ド＝プロヴァンス）
- 戦闘機学校（在トゥール）
- 運用転換学校（在カゾー（フランス語版））
- 輸送機学校（在アヴォール（フランス語版））
- 航空宇宙軍飛行学校（在コニャック）
- 航空宇宙軍工科学校（在サント）

## 基地
フランス航空宇宙軍では以下に示す規則に従い基地に番号を付与し運用形態を明示している。
- 101から901まで：運用中の基地
- 200から299まで：運用中止の基地（一部は「倉庫基地」として使用される）
- 300から399まで：訓練学校（大部分は基地学校に置かれる）
- 551、552、503：空軍工兵連隊が駐屯する兵舎がある基地の総称
- 601から699まで：空軍倉庫
- 701から799まで：基地学校（これらの一部は第702アヴォール空軍基地のように作戦部隊を有している場合もある）
- 800から899まで：その他の部隊（834から840までは病院や通信関係）

2008年1月1日からフランス航空宇宙軍は能力向上を目的とした「空軍2010」と呼称される包括的変革事業に着手する。この事業は特に、北部航空管区（RAN）と南部航空管区（SHORT）を廃止し中核機関に集約させ空軍基地支援機能を保証するため2000年6月30日に作成されている。

### 本土
- 第102ディジョン＝ロングヴィック空軍基地（軍民共用、コート＝ドール県ディジョン）
- 第103カンブレー＝エピノワ空軍基地（軍用、ノール県カンブレー。2011年閉鎖予定）
- 第105エヴルー＝フォヴィル空軍基地（軍用、ウール県エヴルー）
- 第106ボルドー＝メリニャック空軍基地（軍用、ジロンド県ボルドー）
- 第107ヴィラクブレー空軍基地（軍用、イヴリーヌ県ヴェリジー＝ヴィラクブレー）
- 第110クレイユ空軍基地（軍用、オワーズ県クレイユ）
- 第112ランス＝シャンパーニュ空軍基地（軍民共用、マルヌ県ランス。2011年閉鎖予定）
- 第113サン＝ディジエ＝ロバンソン空軍基地（軍用、オート＝マルヌ県サン＝ディジエ）
- 第115オランジュ＝カリタ空軍基地（フランス語版）（軍用、ヴォクリューズ県オランジュ）
- 第116リュクスイユ＝サンソヴェール空軍基地（フランス語版）（軍用、オート＝ソーヌ県リュクスイユ＝レ＝バン（フランス語版））
- 第117パリ空軍基地（空軍中枢機関、パリ市15区）
- 第118モン＝ド＝マルサン空軍基地（フランス語版）（軍用、ランド県モン＝ド＝マルサン）
- 第120カゾー空軍基地（フランス語版）（軍用、ジロンド県カゾー）
- 第123オルレアン＝ブリシー空軍基地（フランス語版）（軍用、ロワレ県オルレアン）
- 第125イストル＝ル・テュベ空軍基地（軍民共用、ブーシュ＝デュ＝ローヌ県イストル）
- 第126ソレンツァラ空軍基地（フランス語版）（軍用、オート＝コルス県トラヴォ）
- 第128メス＝フレスカティ空軍基地（フランス語版）（軍用、モゼル県メス。2011年閉鎖予定）
- 第133ナンシー＝オシェエ空軍基地（フランス語版）（軍用、ムルト＝エ＝モゼル県ナンシー）
- 第204ボルドー＝ボゼジュール空軍分遣隊
- 第217ブレティニー＝シュロルジュ空軍基地（フランス語版）（軍用、エソンヌ県ブレティニー＝シュロルジュ。2011年閉鎖予定）
- 第273ロモランタン＝プリュエ空軍分遣隊（ロワール＝エ＝シェール県ロモランタン＝ラントネー）
- 第277ヴァレンヌ＝シュル＝アリエ空軍分遣隊（アリエ県ヴァレンヌ＝シュル＝アリエ（フランス語版））
- 第278アンベリュー＝アン＝ビュジェ空軍基地（フランス語版）（軍用、アン県アンベリュー＝アン＝ビュジェ（フランス語版））
- 第279シャトーダン空軍基地（フランス語版）（軍用、ウール＝エ＝ロワール県シャトーダン）
- 第701サロン＝ド＝プロヴァンス空軍基地（フランス語版）（軍用、ブーシュ＝デュ＝ローヌ県サロン＝ド＝プロヴァンス）
- 第702アヴォール空軍基地（フランス語版）（軍用、シェール県アヴォール）
- 第705トゥール空軍基地（フランス語版）（軍用、アンドル＝エ＝ロワール県トゥール）
- 第709コニャック＝シャトーベルナール空軍基地（フランス語版）（軍用、シャラント県シャトーベルナール（フランス語版））
- 第721ロシュフォール空軍基地（フランス語版）（軍用、シャラント＝マリティーム県ロシュフォール。空軍下士官訓練学校）
- 第722サント＝テナック空軍工科学校（フランス語版）（軍用、シャラント＝マリティーム県サント）
- 第749グルノーブル＝モンボノ空軍基地（フランス語版）（軍用、イゼール県モンボノ＝サン＝マルタン（フランス語版））
- 第901ドラシャンブロン空軍基地（フランス語版）（防空センター、バ＝ラン県ドラシャンブロン＝ビルレンバッハ（フランス語版））
- 第921タヴェルニー空軍基地（航空作戦センター、ヴァル＝ドワーズ県タヴェルニー。2011年閉鎖予定）
- 第942リヨン＝モン・ヴェルダン空軍基地（航空作戦センター、ローヌ県リヨン・モン・ヴェルダン (ヴェルダン山)（フランス語版））
- 第943ニース空軍基地（軍用、アルプ＝マリティーム県ニース。2011年閉鎖予定）

### 海外および国外
- 第104アル・ダフラ空軍基地（フランス語版）（軍用、アラブ首長国連邦アブダビ）
- 第160ダカール＝ウアカム空軍基地（セネガル共和国）
- 第181サン＝ドニ空軍基地（フランス語版）（海外領土レユニオン・サン＝ドニ。2011年閉鎖予定）
- 第188ジブチ空軍基地（フランス語版）（軍民共用ジブチ国際空港内の軍事施設、ジブチ共和国ジブチ市）
- 第190タヒチ＝フアア空軍基地（フランス語版）（海外領土ポリネジー・フランセーズ・タヒチ島。2011年閉鎖予定）
- 第365ラマンタン空軍基地（海外領土マルティニーク。2011年閉鎖予定）
- 第367カイエンヌ＝ロシャンボー空軍基地（フランス語版） （海外領土ギュイヤンヌ・フランセーズ）
- 第376空軍分遣隊（海外領土ヌーベル・カレドニー）
- リーブルヴィル部隊（ガボン共和国）
- ンジャメナ・フランス運用援助部隊（チャド共和国）

## 装備
「フランス航空宇宙軍の装備品一覧」を参照。

## 階級
| 日本語             | フランス語                   | 画像 | NATO階級符号 |      |      |      |
| 士官               | 士官                         | 士官 | 士官         | 士官 | 士官 | 士官 |
| ------------------ | ---------------------------- | ---- | ------------ | ---- | ---- | ---- |
| 航空宇宙軍大将     | Général d'armée aérienne     |      | OF-9         |      |      |      |
| 航空宇宙軍中将     | Général de corps aérien      |      | OF-8         |      |      |      |
| 航空宇宙軍少将     | Général de division aérienne |      | OF-7         |      |      |      |
| 航空宇宙軍准将     | Général de brigade aérienne  |      | OF-6         |      |      |      |
| 航空宇宙軍大佐     | Coronel                      |      | OF-5         |      |      |      |
| 航空宇宙軍中佐     | Lieutenant-colonel           |      | OF-4         |      |      |      |
| 航空宇宙軍少佐     | Commandant                   |      | OF-3         |      |      |      |
| 航空宇宙軍大尉     | Capitaine                    |      | OF-2         |      |      |      |
| 航空宇宙軍中尉     | Lieutenant                   |      | OF-1         |      |      |      |
| 航空宇宙軍少尉     | Sous-lieutenant              |      | OF-1         |      |      |      |
| 航空宇宙軍少尉心得 | Aspirant                     |      | OF-D         |      |      |      |
| 准士官および下士官 |                              |      |              |      |      |      |
| 航空宇宙軍准尉長   | Major                        |      | OR-9         |      |      |      |
| 航空宇宙軍准尉     | Adjudant-chef                |      | OR-9         |      |      |      |
| 航空宇宙軍曹長     | Adjudant                     |      | OR-8         |      |      |      |
| 航空宇宙軍一等軍曹 | Sergent-chef                 |      | OR-7/OR-6    |      |      |      |
| 航空宇宙軍二等軍曹 | Sergent                      |      | OR-5         |      |      |      |
| 兵卒               |                              |      |              |      |      |      |
| 航空宇宙軍上級伍長 | Caporal-chef                 |      | OR-4         |      |      |      |
| 航空宇宙軍伍長     | Caporal                      |      | OR-3         |      |      |      |
| 航空宇宙軍一等兵   | Aviateur de première classe  |      | OR-2         |      |      |      |
| 航空宇宙軍二等兵   | Aaviateur de deuxième classe |      | OR-1         |      |      |      |

フランス航空宇宙軍では、上記の階級のみならず軍医、歯科医、獣医および薬剤師などの衛生職、従軍宗教職のほか航空宇宙軍警察（fr:Commissariat de l'air）がある。